# Kristjan Fajt
Kristjan Fajt (Capodistria, 7 maggio 1982) è un ex ciclista su strada sloveno.
Professionista dal 2004, nell'ottobre del 2016 è stato squalificato per tre anni e nove mesi in seguito alla positività all'EPO riscontrata durante l'Istrian Spring Trophy di quell'anno.

## Palmarès

### Strada
- 1999 (Juniores)

Classifica generale Kroz Istru
- 2002 (Sava)

Grand Prix Bradlo
- 2003 (Sava)

2ª tappa Giro delle Regioni (Zoagli > Monte Beigua)
Classifica generale Giro delle Regioni
- 2006 (Radenska Powerbar, una vittoria)

Campionati sloveni, Prova a cronometro Elite
- 2007 (Radenska Powerbar, una vittoria)

Grand Prix Kooperativa
- 2008 (Perutnina Ptuj, due vittorie)

3ª tappa The Paths of King Nikola (Dulcigno > Antivari)
2ª tappa Tour of Qinghai Lake (Lago Qinghai > Bird Island)
- 2011 (Adria Mobil, una vittoria)

Croatia-Slovenia
- 2012 (Adria Mobil, una vittoria)

Tour of Vojvodina I

#### Altri successi
- 2009 (Adria Mobil)

Criterium Loborika

## Piazzamenti

### Classiche monumento
- Giro di Lombardia

2005: ritirato

### Competizioni mondiali
- Campionati del mondo

Plouay 2000 - In linea Junior: 60º
Verona 2004 - In linea Elite: ritirato
Stoccarda 2007 - Cronometro Elite: 63º
Stoccarda 2007 - In linea Elite: 59º
Varese 2008 - In linea Elite: 16º
Mendrisio 2009 - In linea Elite: 54º
Limburgo 2012 - Cronosquadre: 27º
Toscana 2013 - Cronosquadre: 20º
Ponferrada 2014 - Cronosquadre: 27º
Ponferrada 2014 - In linea Elite: 72º

### Competizioni europee
- Campionati europei

Bergamo 2002 - In linea Under-23: 9º
Atene 2003 - In linea Under-23: 3º